# 오타니 마사에
오오타니 마사에(大谷雅恵, 1982년 2월 25일 ~ )는 일본의 가수, 배우. 2010년에 해산한 여성 4인조 그룹인 메론키넨비의 전 멤버. 미야자키현에서 태어나 홋카이도 무로란시에서 자람. 애칭은 마사오, 마아시이다. 언니가 있다. 착신 노래 사이트「mero.jp」에서 솔로 악곡이 호평 전달중.

## 특징
- 메론키넨비에서는 보이쉬 담당이지만 멤버 중에서 가장 여성스러운 성격이라고 한다.
- 헤어스타일을 자주 바꾼다.
- 친구가 적어 집에서 지낼 때가 많다고 한다.
- 메론키넨비 멤버 중에서 유일하게 컴퓨터를 갖고 있지 않다.
- 이마가 매력 포인트라고 한다. 세로로 7cm나 된다.
- ‘에비타’ 라는 이름의 가재를 키우고 있다.
- 중학생때 안경을 쓰고 낯가림이 심했다고 한다. 지금도 그 낯가림을 계속하고 있다.
- 좋아하는 음식은 참치(특히 회)로, 블로그에 자주 사진이 게재되고 있다.
- 여배우 요코우치 아미와 사이가 좋다.
- 싱어송 라이터 우에노 마나와 교류가 있어서 '마나시이(まなぁしい)(우에노 마나+오오타니 마사에)' 명의로 기획 라이브, 이벤트를 개최.

## 약력
- 1999년,《제2회 모닝구무스메。& 헤이케 미치요 여동생 오디션》에서 응모자 약 4000명 중에서 합격.
- 마찬가지로 위 오디션에서 합격한 사이토 히토미, 무라타 메구미, 시바타 아유미와 함께 메론키넨비를 결성.
- 2000년 2월, 메론키넨비 첫 번째 싱글〈甘いあなたの味〉로 데뷔.
- 2004년, 헬로! 프로젝트 풋살 팀인 갓타스 브릴리언티스 H.P.에 참가하였지만 출장 경험없이 그 해에 팀에서 은퇴.
- 2009년 3월 31일, 헬로! 프로젝트 졸업.
- 2010년 5월 3일, 메론키넨비 FINAL STAGE「MELON'S NOT DEAD」의 공연을 마지막으로 메론키넨비 해산.
- 2010년 5월 5일, 블로그 개설.
- 2010년 5월 19일, 소속 사무소인 업프런트 에이전시(현 업프런트 프로모션)를 멀어진 것을 블로그로 발표[1].
- 2010년 8월, mero.jp에서 솔로 데뷔곡「Killing My Caddy」전달 개시.
- 2010년 9월, mero.jp에서 솔로 제2탄「ENDLESS LOVE」를 전달 개시.
- 2011년 1월 12일,「오오타니 마사에 aka 해바라기」명의로 1st 싱글「Killing My Caddy」릴리즈.
- 2011년 2월 9일, 2nd 싱글「ENDLESS LOVE」릴리즈.
- 2011년 4월 6일, 3rd 싱글「BANGIN'」릴리즈.
- 2011년 4월 16일, 도쿄의 요요기 공원에서「질까 보냐! 힘내라 도호쿠!」라고 제목을 붙인「도호쿠 지방 태평양 바다 지진」의 모금 활동을 메론키넨비의 원멤버 전원이 갔다.
- 2011년 12월 3일, 아사가야 토크 라이브「말해 거두어」의 회장 한정 수량 한정으로「MERRY CHRISTMAS SPECIAL MIX CD」를 발매.
- 2012년 4월 28일, 4th 싱글「JUMP!!!!!」를 라이브 회장에서 200매 한정으로 발매.
- 2013년 12월, Twitter를 종료하고 활동 보고는 블로그에서만 실시하겠다고 발표했지만 5일만에 트위터 재개.
- 2013년 12월 31일, 나카노 선플라자에서 행하는 Hello! Project COUNTDOWN PARTY 2013 ~GOOD BYE & HELLO!~에서 메론키넨비의 하룻 밤 한정으로서 부활에 참가.

## 음반

### 싱글
1. Killing My Caddy (2010년 8월 12일 착신 한정, 2011년 1월 12일 CD 발매)
2. ENDLESS LOVE (2010년 9월 29일 착신 한정, 2011년 2월 9일 CD 발매)
3. BANGIN' (2010년 12월 27일 착신 한정, 2011년 4월 6일 CD 발매)
4. JUMP!!!!! (2012년 4월 28일, 라이브 회장에서 200매 한정 발매)
5. MUSIC (2012년 6월 30일, 라이브 회장에서 수량한정 발매)
6. BOY'S (2013년 2월 25일, 라이브 회장에서 수량한정 발매)

## 출연

### 텔레비전 방송
- 마녀。리카짱의 매지컬 비유덴 (2004년 11월 11일 ~ 15일 · 11월 29일 ~ 30일, 테레비도쿄)
- 무스메DOKYU! (2005년 8월 18일 ~ 9월 30일, 테레비도쿄)
- mero.jp 뮤직 Channel (2010년 8월 12일, TOKYO MXTV)

### 라디오 방송
- TBC FUN 필드 모렛츠 모대쉬 (2005년 9월 12일 ~ 2008년 3월 14일, 도호쿠 방송)

### 인터넷
- 제3회 · 제23회 하로프로 비디오 채팅 (2005년 3월 25일 · 8월 23일, 헬로! 프로젝트 on 프렛츠)

### 영화
- 스케반형사 코드네임＝아마미야 사키 (2006년, 도에이)

### 이벤트
- 팬클럽 한정 이벤트 (퍼시픽헤븐)
- 캐주얼 디너쇼 (히로오 라 클로솃)

### 무대
- 각째, 나가 피부니군노 숨결 (2010년 9월 1일 ~ 5일, 이케부쿠로 씨어터 그린 BIG TREE THEATER)[2]
- 강림 Fight (2011년 4월 6일 ~ 12일, 키치죠우지 씨어터) - 카이히메 역
- 장미네저 (2011년 7월 21일 ~ 24일, 극장 BONBON)
- SOUL FLOWER (2011년 11월 9일 ~ 13일, 사사즈카 팩토리) - ACTOR'S TRASH ASSH 제15회 공연

### 라이브
- 우에노 마나×오오타니 마사에 Presents vol.1 「Let's 포지티브!」(2012년 9월 15일, Shibuya Milkyway)
- 우에노 마나×오오타니 마사에 Presents vol.2 「모두 함께 Merry Xmas!! ~그래! 산타를 만나러 가자♡~」(2012년 12월 25일, Shibuya Milkyway)
- 오오타니 마사에 BIRTHDAY LIVE 「생일+월급날=전원집합!!!!!!」(2013년 2월 25일, Shibuya Milkyway)
- 우에노 마나×오오타니 마사에 카페 LIVE & 토크 이벤트 『마나시(まなぁしぃ)와 카페타임이야♪ 전원집합♡』(2013년 4월 20일, 아키텍트 카페 시오도메)

## 소속 유닛
- 메론키넨비 (1999년 ~ 2010년)
- 셔플 유닛
  - 쥬닌 마츠리 (2001년)
  - 섹시8 (2002년)
  - 7AIR (2003년)
  - H.P.올스타즈 (2004년)
- 갓타스 브릴리언티스 H.P. (2004년)